# Сімейне дерево (фільм, 2011)
«Сімейне дерево» (англ. The Family Tree) — незалежна американська драмедія 2011 року, єдиний повнометражний фільм режисера Віві Фрідман. Незважаючи на іменитий акторський склад, фільм отримав негативні відгуки і вийшов лише в обмежений прокат.

## Зміст
Життя в передмісті Сереніті, штат Огайо ніколи не було таким безтурботним, як це здається. І саме у той час, коли родина Бернетт — Банні, Джек і їхні 17-річні близнюки Ерік та Келлі — близька до руйнування, вони отримують малоймовірний і несподіваний другий шанс на щастя. Незвичайний нещасний випадок залишає Банні з випадком амнезії.

## Ролі
| Актор               | Роль                 |
| ------------------- | -------------------- |
| Гоуп Девіс          | Банні Барнетт        |
| Дермот Малруні      | Джек Барнетт         |
| Макс Тіріот         | Ерік Барнетт         |
| Бріттані Робертсон  | Келлі Барнетт        |
| Чі Макбрайд         | Саймон Кребс         |
| Кіт Керрадайн       | преподобний Діггз    |
| Габріель Анвар      | Ніна Футс            |
| Джон Патрік Амедорі | Пол Стукі            |
| Мейделін Зіма       | Міці Стейнбахер      |
| Сельма Блер         | місіс Делба          |
| Джейн Сеймур        | бабуся Ілен          |
| Рейчел Лі Кук       | психолог Рейчел Леві |
| Bow Wow             | Ті-бой               |
| Крістіна Гендрікс   | Алісія Буш           |
| Еван Гендлер        | Гарві                |
| Еван Росс           | Джош Кребс           |

## Вихід та відгуки
Фільм був знятий в 2009 році, і був показаний на декількох кінофестивалях наступного року. Пізніше права на його показ в кінотеатрах США купила Entertainment One. 28 серпня 2011 року фільм вийшов в обмежений прокат, зібравши всього 6036 доларів. З 19 оглядів на Rotten Tomatoes лише один є позитивним, решта розкритикували невиразний сюжет і несмішні жарти.